# Rhinolophus clivosus
Rhinolophus clivosus là một loài động vật có vú trong họ Dơi lá mũi, bộ Dơi. Loài này được Cretzschmar mô tả năm 1828.